# Museo Nacional de Historia de Letonia
El Museo Nacional de Historia de Letonia (en letón: Latvijas Nacionālais vēstures muzejs) es un museo de historia de Letonia en Riga. Fue fundado en 1869 por la Sociedad Letona de Riga.
Desde 1920 fue situado en el Castillo de Riga y en 1924 logró el título de museo estatal. Su misión es «recoger, conservar, investigar y difundir la cultura espiritual y material de Letonia y el mundo desde la antigüedad hasta nuestros días, en la parte arqueológica, etnográfica, numismática, y el significado histórico y artístico, en interés de la nación letona y su gente».
Después de un incendio en el castillo en 2013, el museo permaneció cerrado hasta el 15 de mayo de 2014, cuando la colección permanente y las exposiciones se trasladaron al edificio de Bulevar Brīvības 32.
El museo tiene un nuevo departamento desde 2010 en la mansión Dauderi de Riga, edificada en el siglo XIX y ocupada entre 1937 y 1940 como casa de veraneo por el presidente Kārlis Ulmanis. Abrió sus puertas como Museo de Cultura en 1990.

## Cronología del nombre
- 1869-1924: Museo letón (más tarde - Museo Etnográfico) ( Latviešu muzejs - Etnogrāfiskais muzejs )
- 1924-1945: Museo Estatal de Historia de Letonia ( Latvijas Valsts vēsturiskais muzejs )
- 1945-1956: Museo de Historia Central de la República Socialista Soviética de Letonia ( Latvijas PSR centrales Valsts Vestur muzejs )
- 1956-1990: Museo de Historia de la República Socialista Soviética de Letonia ( Latvijas PSR Vestur muzejs )
- 1990-2006: Museo de Historia de Letonia ( Latvijas Vestur muzejs )
- 2006-presente: Museo Nacional de Historia de Letonia ( Latvijas Nacionālais vēstures muzejs )